# Kepler-452b
Kepler-452b je extrasolární planeta obíhající hvězdu Kepler-452 v souhvězdí Labutě ve vzdálenosti okolo 1 400 světelných let (430 parseků) od Země. Jde o jednu z nejpodobnějších exoplanet naší Zemi, jelikož obíhá hvězdu spektrální třídy G (podobně jako Slunce) v tzv. obyvatelné zóně, kde by se mohla udržet voda v kapalném skupenství. Mateřskou hvězdu oběhne za 384,8 dní. Přestože je hvězda o něco větší než naše Slunce, planeta leží o něco dále, a přijímá tak zhruba o 10 % více záření než Země. Podle údajů z vesmírného teleskopu Kepler se hmotnost planety pohybuje kolem 5–6 násobku hmotnosti Země. Ve vědeckých kruzích stále probíhá diskuze, zda jde o kamennou či plynnou planetu; podle nejaktuálnějších odhadů je však vysoce pravděpodobné, že je kamenná. Svými parametry teoreticky nevylučuje vznik mimozemského života, případná existence života však není potvrzena. Větší hmotnost (a tedy silnější gravitace) by měla vliv na jeho případný vývoj.
Pokud bychom na planetu letěli nejrychlejší současnou nosnou raketou Atlas V (s rychlostí kolem 58 350 km/h), dosažení cíle by trvalo přes 7 milionů let. Planeta je natolik vzdálená, že i světlo ze Slunce k ní letí zhruba 1 400 let.

## Údaje

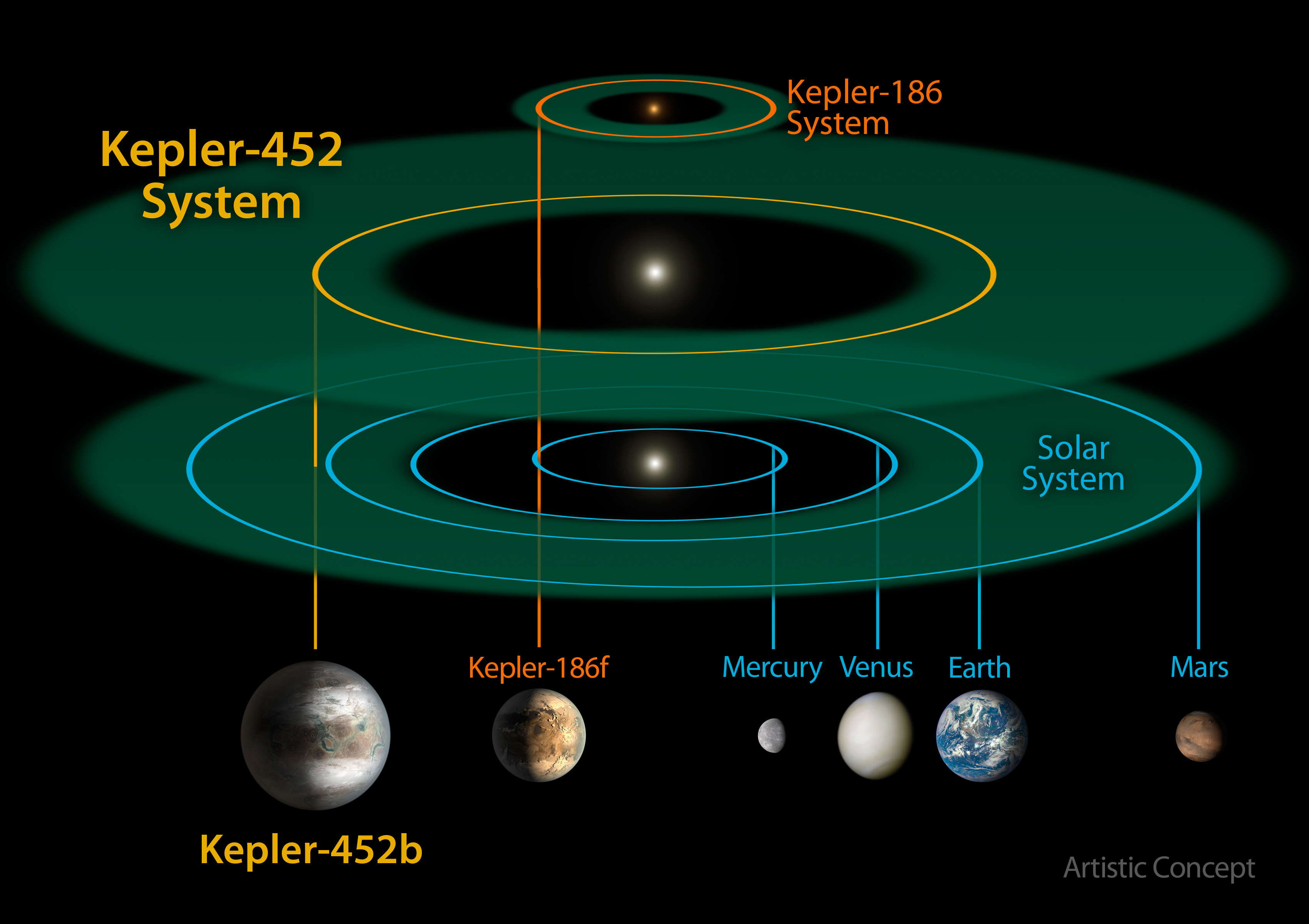
Porovnání oběžných drah exoplanety Kepler-186f, Kepler-452b a kamenných planet naší sluneční soustavy.

Mateřská hvězda
- Hvězda: Kepler-452
- Spektrální klasifikace: G
- Souhvězdí: Labutě
- Rektascenze: 19h 44m 00,89s
- Deklinace: 44°16'39,2"
- Hvězdná velikost: 13,426
- Stáří: cca 6 miliard let
- Vzdálenost od Země: 1 400 ly (430 pc)
- Hmotnost: 1,037 Sluncí
- Poloměr: 1,11 Sluncí
- Teplota: 5 484 °C (5 757 K)

Planeta
- Hmotnost: 5–6 násobek hmotnosti Země
- Poloměr: 1,63 násobek poloměru Země
- Teplota: cca −8 °C
- Velká poloosa: 1,046 AU
- Doba oběhu: 384,843 pozemských dní
- Sklon dráhy: 89,806°
- Rok objevu: 2015
- Metoda objevu: tranzitní
- Objeveno pomocí: teleskopu Kepler